# Carlos Fernández Casado
Pour les articles homonymes, voir Carlos Fernandes (homonymie) et Casado.
Carlos Fernández Casado est un ingénieur civil espagnol né à Logroño, La Rioja, le 4 mars 1905, et mort à Madrid le 3 mai 1988 .

## Biographie
Carlos Fernández Casado est le fils du général d'artillerie Tomas Fernández Jiménez et de Presentación Casado. Il a étudié à l'Escuela de Ingenieros de Caminos, Canales y Puertos de Madrid où il termine ses études à 19 ans, en 1924. Il a séjourné à Paris pour étudier les radiophares et obtenir un diplôme d'ingénieur en télécommunications. Il a donné quelques cours sur les radiophares à l'École des ingénieurs en télécommunications de Madrid en 1927. Il a aussi collaboré avec l' Escuela de Ingenieros de Caminos, Canales y Puertos pour l'installation d'un laboratoire de photoélasticimétrie.
Après son retour en Espagne il est ingénieur indépendant dans la province de Grenade où il réside pendant quatre ans et réalise quelques projets.
Il se marie en 1933 avec Rita María Troyano de los Ríos, dont il a eu quatre enfants, Carlos, Leonardo, Ritama et Juan Pablo.
Après ses débuts dans la province de Grenade, Carlos Fernández Casado a collaboré avec l'entreprise Huarte y Cía, devenue aujourd'hui, après des fusions avec d'autres entreprises, Obrascón Huarte Lain. Cette entreprise a travaillé sur la réalisation de la Cité universitaire de Madrid, en 1933, dont le l'ingénieur principal était Eduardo Torroja avec qui les relations ont été tendues. Il a réalisé ses premiers ponts avant la guerre civile espagnole avec l'entreprise Huarte y Cía. Pendant la guerre civile il est resté à Madrid où il a étudié des abris antiaériens en béton.
Après la guerre, ses relations avec les républicains espagnols ont été un handicap dans les premières années mais il a pu profiter de l'appui constant de Felix Huarte lui permettant d'exercer son activité professionnelle. Après la levée des sanctions, il a pu intégrer en 1949 la Direction des ponts et des structures du ministère des Travaux publics.
Il a fondé en 1964 le bureau d'études Carlos Fernández Casado, S.L avec son fils Leonardo Fernández Troyano et Javier Manterola dont il a été président jusqu'en 1984.
Carlos Fernández Casado a conçu un très grand nombre de ponts et d'autres structures, tant en Espagne qu'à travers le Monde. La plupart de ces structures ont été réalisées en béton.
Il a été un des pionniers de la construction de ponts en béton précontraint en Espagne.
Il a été professeur de l' Escuela Técnica Superior de Ingenieros de Caminos, Canales y Puertos dépendant de l'Université polytechnique de Madrid.
Grâce à ses nombreuses publications sur le calcul des structures et son travail sur les ponts en béton précontraint il a eu un grand impact sur le pont espagnol et ingénieurs civils d'Amérique latine.
Ayant des intérêts très variés, il a traité de sujets philosophiques et historiques et a publié plusieurs ouvrages sur les ponts et les aqueducs romains.
Il a été élu académicien de l'Académie royale des beaux-arts Saint-Ferdinand de Madrid en 1974

## Publications
- Ingenieria Hidráulica Romana, Colegio de Ingenieros de Caminos Canales y Puertos, Ediciones Turner, Madrid, 1983
- La conducción romana de aguas de Almuñecar, Archivo Español de Arqueologia, no 77, 1949
- Expresión geográfica de las obras del ingeniero, Estudios Geográficos. Consejo Superior de Investigaciones Cientificas. Février 1948 à mai 1954.
- Construcción, Proyecto y Cálculo. Caracterización profesional del ingeniero, Revista de Obras Públicas, février, mars et mai 1957, mars 1958
- La arquitectura del Ingeniero, Editorial Alfaguara, Madrid, 1975
- Teoria del Puente, Revistat de Ideas Estéticas, no 34, Madrid, 1951
- Puentes de hormigón armado pretensado, Editorial Dossat, 1965
- Historia del puente en España. Puentes romanos, Instituto Eduardo Torroja, Madrid
- Acueductos romanos en España, Instituto Eduardo Torroja, Madrid, 1972
- Madrid y el Manzanares. El rio, la ciudad y sus puentes (III), Revista de Obras Púbicas, décembre 1974
- Tres monumentos salvados de las aguas por la sociedad Hidroeléctrica Española, Boletín de la Real Academia de Bellas Artes de San Fernando, second semestre 1979
- Cálculo de estructuras reticulares, Editorial Dossat, Madrid, 1967 (8e édition)
- Il ponte di Almodovar sul fiume Guadalquivir presso Cordoba (Spagna), L'Industria italiana del cemento, Marzo, 1966
- avec Javier Manterola Amisén et Leonardo Fernández Troyano, Viaductos de las autopistas AU-1 y AU-6 en Buenos Aires, Hormigón y Acero, no 146, 1er quart 1983
- avec Javier Manterola Amisén et Leonardo Fernández Troyano, Il pnte di Castejon construito a sbalzo con conci prefabricati sul fiume Ebro (Spagna), L'Industria italiana del cemento, Luglio, 1971